# Il generale (romanzo)
Il Generale è un romanzo storico di Simon Scarrow. Ambientato immediatamente dopo la Rivoluzione francese, narra l'ascesa al potere di Napoleone Bonaparte. In Italia è stato pubblicato nel luglio del 2017 dalla casa editrice Newton Compton. È il secondo romanzo della tetralogia della Revolution series.

## Trama
È il 1796, Napoleone è al comando dell'armata francese nella campagna d'Italia. Grazie alle sue abili doti strategiche, riesce a sconfiggere più volte gli austriaci ed i piemontesi, nonostante i suoi uomini siano male equipaggiati ed in inferiorità numerica.
Il generale è adorato dai soldati, ma inviso a molti a Parigi che lo accusano di tradimento. La successiva Campagna d'Egitto, per sua fortuna, salverà la sua reputazione dimostrando il suo valore anche contro gli inglesi.
Contemporaneamente, Arthur Wellesley, da tempo impegnato in India, si appresta a rientrare in Inghilterra per tentare di sottrarre ai francesi il dominio in Europa.

## Edizioni
- Simon Scarrow, Il Generale, traduzione di Francesca Noto e Emanuele Boccianti, collana Nuova Narrativa Newton, Newton Compton, 27 luglio 2017,  p. 604, ISBN 978-88-227-0624-9.
- Simon Scarrow, Il Generale, traduzione di Francesca Noto e Emanuele Boccianti, collana King, Newton Compton, 19 luglio 2018,  p. 604, ISBN 978-88-227-2207-2.